# Mentioned in Confidence
Mentioned in Confidence er en amerikansk stumfilm fra 1917 af Edgar Jones.

## Medvirkende
- Vola Vale som Marjorie Manning.
- R. Henry Grey som Gordon Leigh.
- Frank Brownlee som Mr. Leigh.
- Melvin Mayo som Robert Manning.
- Leah Gibbs som Perda Brentane.